# Helen Hakena
Helen Samu Hakena (nascida Gogohe, 13 de setembro de 1955) é uma organizadora e activista pela paz e pelos direitos das mulheres de Bougainville, na Papua-Nova Guiné. Em 1992 co-fundou a Agência de Desenvolvimento da Mulher Leitana Nehan para ajudar a restaurar a paz na ilha. A organização contribui com assistência humanitária, oferece programas de educação sobre paz, questões de género e desenvolvimento comunitário e defende os direitos das mulheres e das crianças. Em 2000 o trabalho da agência foi reconhecido com o Prémio da Paz do Milénio das Nações Unidas e o Prémio da Paz do Pacífico em 2004.
Depois de a paz ter sido declarada, Hakena fez lobby para que as mulheres se envolvessem no desenvolvimento constitucional e nos processos de desarmamento, mas obteve pouco sucesso; apenas três mulheres foram incluídas na Comissão Constitucional de Bougainville e nenhuma mulher esteve envolvida no programa de eliminação de armas.
Hakena também é membro do Fórum Ásia-Pacífico sobre Mulheres, Direito e Desenvolvimento.

## Publicações
- NGOs and Post-Conflict Recovery: The Leitana Nehan Women's Development Agency, Bougainville, co-editado com Peter Ninnes e Bert Jenkins (2006), ANU Press[5]